# Сахипова, Земфира Гизитдиновна
Земфира Гизитдиновна Сахипова (13 апреля 1940 года, Ермолаево (Башкортостан), Куюргазинский район) — учёный, педагог — методист. Преподаватель вуза. Поэтесса. Кандидат педагогических наук (1971). Отличник народного просвещения РСФСР (1987). Заслуженный учитель Республики Башкортостан (1990). Отличник народного образования Республики Башкортостан (1995). Кавалер ордена Салавата Юлаева (2010).

## Биография
Земфира Гизитдиновна Сахипова родилась 13 апреля 1940 года в селе Ермолаевка Башкирской АССР.
Незадолго до начала Великой Отечественной войны Гизитдина Сахипова перевели по работе в промартель «Тайрук», организованный в посёлке Смакаево (город Ишимбай). Он ушёл добровольцем в самом начале войны и погиб на фронте. Гатифа Сахипова с детьми осталась жить в чужом доме. Это обстоятельство тяжело отразилось на положении семьи: у них не было своего дома, скота, огорода и бани.

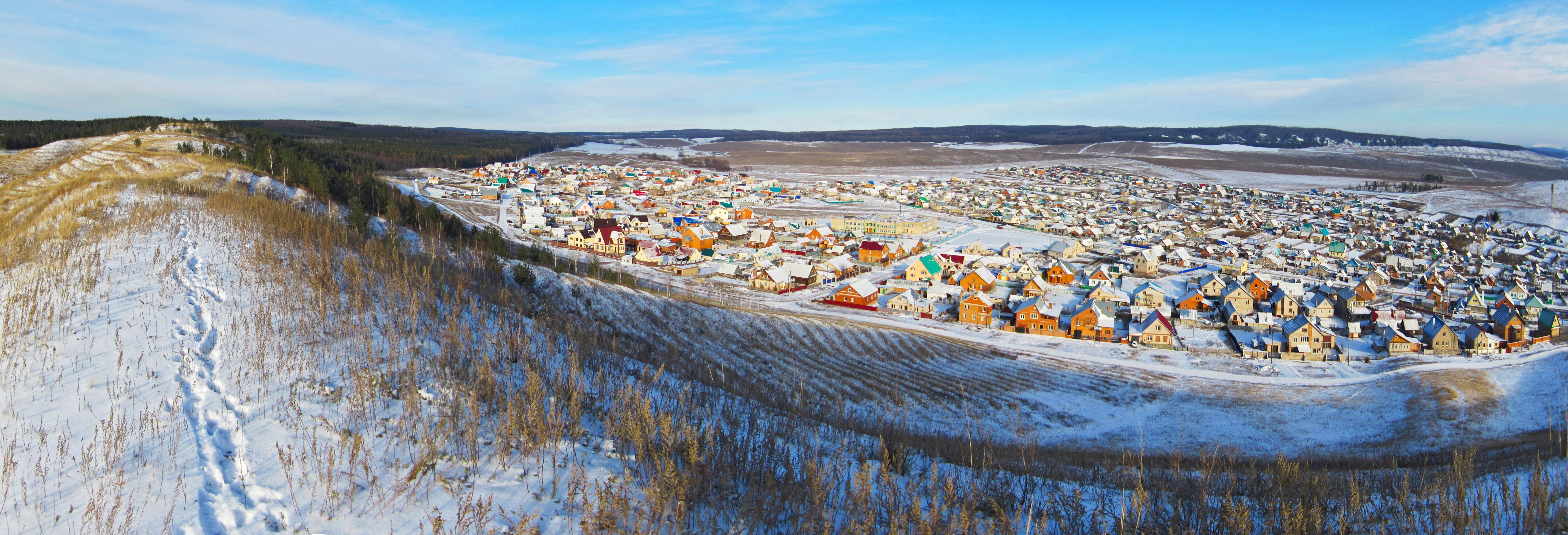
Смакаево- микрорайон города Ишимбая

Сахиповы учились в начальной школе № 14, а затем в средней школе № 3 города Ишимбая (ныне Башкирская гимназия-интернат № 2).
Земфира Гизитдиновна окончила среднюю школу в 1957 году.
В 1963 году окончила филологический факультет Стерлитамакского государственного педагогического института.
В 1963—1966 годах работала учителем русского языка и литературы в Ахмеровской средней школе Ишимбайского района.
В 1966 году Земфиру Сахипову пригласили на работу на филологический факультет Стерлитамакского педагогического института. В 1966—1972 годы она работала преподавателем Стерлитамакского государственного педагогического института.
В 1971 году  в Москве защитила  диссертацию на соискание учёной степени «кандидат педагогических наук». Вышла замуж за доктора педагогических наук Назира Экбу и переехала в Москву.
С 1972 года работала научным сотрудником, в 1998—1999 годах — заместителем директора Института проблем национального образования.
В 2006— 2015 годах работала ведущим специалистом Федерального института развития образования (Москва). Научные исследования З. Г. Сахиповой посвящены методике преподавания русского языка в национальных школах, проблемам формирования и развития дву- и многоязычия.
Автор учебников по методике преподавания русского языка в национальных школах, учебников по русскому языку для национальных школ.
В последние годы она работает над учебными пособиями по русскому языку для иммигрантов и переселенцев.
Автор более 200 научных и учебно-методических работ. Под научным руководством Земфиры Гизитдиновны Сахиповой было подготовлено более 10 кандидатов педагогических наук.
Земфира Сахипова— автор сборника стихов. В 2017 году Земфира Сахипова стала членом Союза писателей Российской Федерации.

## Семья
Супруг- доктор педагогических наук, профессор Назир Экба. Имеет двух дочерей. Дочь Зарема Экба- кандидат филологических наук. С 1997 года работает в отделе урало-алтайских языков Российская академия наук Российской академии наук.

## Научные работы и произведения
- › Education › Multicultural Education Речевое общение в многоязычной семье. Front Cover. Земфира Гизетдиновна Сахипова. Китап, 1998 — Education — 142 pages.
- Развивающее обучение на уроках русского языка

Развивающее обучение на уроках русского языка в башкирской школе : [Пособие для учителей] / Сахипова З. Г., Жуйков С. Ф., Азнабаева Ф. Ф.; Под ред. З. Г. Сахиповой. — Уфа : Башк. изд-во «Китап», 1995. — 174,[1] с. : ил.; 20 см; ISBN 5-295-01839-3
- Развитие речи при изучении односоставных и неполных предложений русского языка в башкирской школе. Уфа, 1976;
- Речевое общение в многоязычной семье. Уфа, 1998; Методика обучения научному стилю речи на уроках русского языка в башкирской школе. Уфа, 2001 (соавт.).
- Сахипова З. Г. Литературное чтение. Учебник для детей мигрантов и переселенцев. 1 кл. Издательство «Просвещение».
- Сахипова З. Г., Орлова Т. Н., Бабурин А. В. Литературное чтение. Учебник для детей мигрантов и переселенцев. 2 кл. Издательство «Просвещение».
- Сахипова З. Г., Орлова Т. Н., Бабурин А. В. Литературное чтение. Учебник для детей мигрантов и переселенцев. 3 кл. Издательство «Просвещение».
- Сахипова З. Г., Орлова Т. Н., Бабурин А. В. Литературное чтение. Учебник для детей мигрантов и переселенцев. 4 кл. Издательство «Просвещение».